# Kobylnice, Brno-venkov
Kobylnice là một làng thuộc huyện Brno-venkov, vùng Jihomoravský, Cộng hòa Séc.